# Пьованелли, Сильвано
Сильвано Пьованелли (итал. Silvano Piovanelli; 21 февраля 1924, Муджело, королевство Италия — 9 июля 2016, Флоренция, Италия) — итальянский кардинал. Титулярный епископ Тубуне ди Мауретания и вспомогательный епископ Флоренции с 28 мая 1982 по 18 марта 1983. Архиепископ Флоренции с 18 марта 1983 по 21 марта 2001. Кардинал-священник с титулом церкви Санта-Мария-делле-Грацие-а-Виа-Трионфале с 25 мая 1985.

## Биография
Окончил флорентийскую семинарию. В 1947 году был рукоположён во священника и стал викарием, а затем вице-ректором малой семинарии.
С 1960 по 1979 гг. служил настоятелем прихода в Кастельфьорентино, а затем был назначен генеральным викарием Флорентийской архиепархии. В июне 1982 года Папа Иоанн Павел II назначил его викарным епископом Флоренции, в октябре того же года, после скоропостижной кончины кардинала-архиепископа Джованни Бенелли, — апостольским администратором Флоренции, а в марте 1983 года — правящим архиепископом. В кардинальское достоинство был возведён в 1985 г.
В 2001 году Иоанн Павел II принял его отставку в по возрасту в соответствии с каноном 401 § 1 Кодекса канонического права.